# جورج دان
جورج دان (انگلیسی: George Don؛ ۳۰ آوریل ۱۷۵۶ – ۱۷ ژانویه ۱۸۳۲) فرد نظامی اهل پادشاهی متحد بریتانیای کبیر و ایرلند بود. وی همچنین برندهٔ جوایزی همچون نشان حمام شده‌است.